# 이바라키 공항
이바라키 공항(일본어: 茨城空港, 영어: Ibaraki airport IATA: IBR, ICAO: RJAH)은 일본 이바라키현 오미타마시 햐쿠리에 있는 공항으로 햐쿠리 비행장(일본어: 百里飛行場, 영어: Hyakuri Airfield)으로도 불렸던 일본 항공자위대 소속 비행장이었으나 1995년에 이바라키현이 햐쿠리 비행장 민간 공용화 구상을 발표하면서 2008년에 민간이 이용할 수 있게 되었으며 2010년 3월 11일 정식 개항하였다.

## 연혁
- 1937년 : 햐쿠리 기지 해군 비행장으로 설치
- 1966년 : 항공 자위대 햐쿠리 기지로 전환
- 1995년 : 이바라키 현 햐쿠리 비행장 민간 공용화 구상 발표
- 2000년 : 민간 공용 사업화 시작.
- 2008년 : 이바라키 공항 터미널 착공.
- 2009년 : 신 활주로 준공 및 현 활주로의 개보수 공사.
- 2010년 : 이바라키 공항 터미널 개항.
- 2018년 7월 31일 : 인천국제공항 - 이바라키 공항 이스타항공 취항

## 특징

이바라키 공항의 위치

군용 비행장으로 쓰이다가 민간과 공동으로 이용하여 도쿄로 접근하는 3번째 공항으로써, 총사업비는 540억 엔 (한화 6800억 원), 그중 공항을 짓는데만 220억 엔(한화 2700억 원)이 소요되었다. 원래 3층으로 건설하는 것을 계획했으나, 공항의 효율성을 높이기 위해 1층으로 규모를 줄였고 내부 인테리어도 소박하게 설계되었으며 승선 브릿지 대신 트랩을 사용해 탑승하게 된다. 주기장은 별도의 토잉카가 필요 없이, 항공기 엔진만으로 유턴을 할 수 있게 되어 기존 이착륙 시간 대비 뛰어난 효율성을 보이는 것으로 알려졌다. 나리타 국제공항과 도쿄 국제공항의 비싼 착륙료와 관리비로 곤란을 겪는 저가 항공사를 대상으로 삼아 저비용 공항 형태로 지어진 것이 특징이다. 도쿄에서 버스나 자가용으로 1시간 30분 거리에 위치하고 있어 당초 나리타 국제공항 대비 도심 접근성이 뛰어나다는 평가를 받았다. 공항과 도쿄역, 쓰쿠바역, 미토역, 이시오카역을 잇는 공항버스가 운행되고 있다.

## 교통
당초와는 달리 교통편이 불편하다는 불만이 많았으나, 2010년 5월 27일부터 이바라키 공항과 도쿄역을 잇는 공항버스 운행개시로 인하여 교통 불편이 상당히 해소되었다. 요금은 항공기 이용객에 한해 편도 500엔으로, 경쟁력 확보를 위해서 나리타 국제공항에서 도쿄로 가는 교통편에 비해 운임이 상당히 낮게 책정되었다.
그 밖에도 쓰쿠바역에서 쓰쿠바 익스프레스로 환승하여 아키하바라역으로 가는 방법과 이시오카역에서 조반선으로 우에노역으로 가는 방법도 있으나 요금이 비싸고 시간도 많이 걸려, 도쿄역행 공항버스와 비교해 큰 메리트가 없다. 쓰쿠바역에서 아키하바라역까지 소요시간은 약 45분이다.

### 공항버스소요시간
- 도쿄역행 소요시간 : (최소)1시간30분 ~ (최대)2시간20분 (교통 사정에 따라 다름)
- 쓰쿠바역행 소요시간 : 1시간
- 미토역행 소요시간 : 40분
- 이시오카역행 소요시간 : 30분

## 운항 노선

### 국제선
| 항공사             | 목적지             |
| ------------------ | ------------------ |
| 타이거 항공 타이완 | 타이페이(타오위안) |

### 국내선
| 항공사          | 목적지                           |
| --------------- | -------------------------------- |
| 스카이마크 항공 | 고베, 삿포로, 오키나와, 후쿠오카 |

## 논란
일본 국토교통성은 개항시 81만 명, 연간 70만 명이라고 밝혔으나 지방 공항의 수요 과대 예측이라는 문제로 비판받았으며, 이용객도 당초 예상했던 것보다 훨씬 낮은 20만 명에 그칠것이라는 전망이 나오게 되었다. 실제로 개항 이후 지금까지 정기편으로 운항하고 있는 항공사는 단 한 곳 뿐이다. 게다가 도로 정비는 잘 되어 있지만, 가장 가까운 역인 이시오카역에서 10km 떨어져 있어 도쿄로 접근할 수 있는 대중교통이 불편하고, 상업시설들도 대부분 존재하고 있지 않아 공항 접근 효율성에 대해 의문을 지속적으로 제기하고 있다. 승객수 전망이 불투명하기 때문에 적자가 예상되는 공항으로 몰락할 가능성도 있다.

## 항공자위대
- 제7항공단

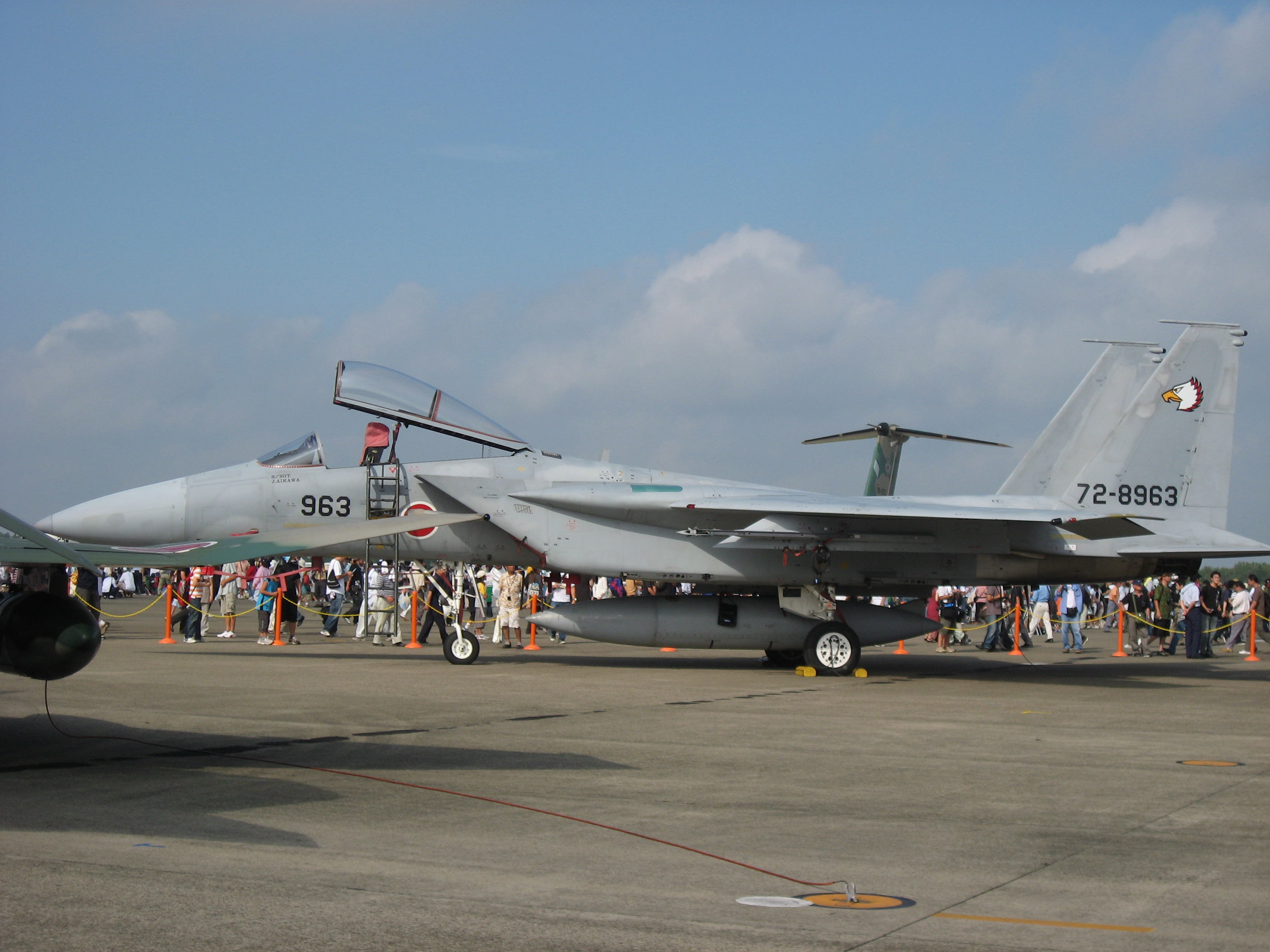
햐쿠리 에어쇼에 전시된 제7항공단의 F-15J 전투기

  - 제301비행대: F-4EJ 카이(改), T-4
  - 정비보급군
  - 기지업무군
    - 제7기지방공대
- 정찰항공대 제501정찰대: RF-4E, RF-4EJ
- 기지경비교도대
- 항공구난단 햐쿠리구난대: UH-60J, U-125A
- 항공보안관제군
  - 햐쿠리관제대
  - 이동관제대
- 항공기상군 햐쿠리기상대
- 항공경무대 햐쿠리지방경무대
- 자위대 정보보전대 동부정보보전대 햐쿠리정보보전분견대